# National Television Awards
Die National Television Awards sind eine seit 1995 stattfindende, britische Veranstaltung, die Preise für herausragende Leistungen im Bereich Fernsehen vergibt. Die National Television Awards sind die wichtigste von Zuschauern gewählte Auszeichnung in Großbritannien und die Verleihung wird vom kommerziellen Sender ITV ausgestrahlt.

## Geschichte
Von 1995 bis 2008 fand die Veranstaltung jährlich im Oktober in der Royal Albert Hall statt und nachdem 2009 keine Auszeichnungen vergeben wurden, findet die Verleihung seit 2010 im Januar in der O2 Arena in London statt.

## Wahl
Zuschauer können aus der langen Liste mit Nominierungen, die von ITV zusammengestellt wurde, eine Kurzliste mit Nominierten und später aus dieser Kurzliste die Gewinner wählen. Stimmen können über das Internet, SMS und Telefon abgegeben werden.
Im Gegensatz zu den BAFTA Awards können auch ausländische Sendungen und Personen nominiert werden, solange sie im entsprechenden Zeitraum im britischen Fernsehen zu sehen waren. Beispielsweise war die amerikanische Serie Desperate Housewives 2005 in der Kategorie „Beliebtestes Drama“ nominiert.

## Kategorien
- Special Recognition
- Serial Drama
- Drama
- Newcomer
- Comedy Programme
- Entertainment Presenter
- Factual Programme
- Entertainment Programme
- Actor (bis 2007)
- Actress (bis 2007)
- Serial Drama Performer (seit 2008)
- Drama Performer (seit 2008)
- Quiz (bis 2006)
- Talkshow (bis 2002)
- Talent Programme (seit 2007)
- Reality Programme (2003–2007)